# Gisele Bündchen
Gisele Caroline Bündchen (Horizontina, 20 luglio 1980) è una supermodella brasiliana.
Fu scoperta nel 1994 dal manager dell'agenzia Elite Model Management in un McDonald's di San Paolo, e pochi mesi dopo vinse a Parigi il concorso per modelle emergenti Elite Model Look. Nel 1999 fu dichiarata modella dell'anno, entrando nel gruppo delle cosiddette "top model" e nel 2001 fu protagonista del Calendario Pirelli.
Nel 2014 il suo patrimonio complessivo si aggira sui 386 milioni di dollari. La celebre rivista Forbes la include nella classifica annuale delle Top Model che hanno guadagnato di più nel 2015, stimando circa 47 milioni di dollari (35 milioni di euro), con un distacco di 38 milioni di dollari dalla seconda e terza nella lista, Doutzen Kroes e Adriana Lima.

## Biografia
È nata nel 1980 a Horizontina (Rio Grande do Sul) in una famiglia di origine tedesca emigrata in Brasile cinque generazioni addietro.
Suo padre Valdir era un insegnante universitario e sua madre Vânia Nonnenmacher lavorava in banca.
La famiglia si compone di altre cinque figlie, una delle quali, Patricia, gemella di Gisele.
A 14 anni insieme a due delle sue cinque sorelle e ad alcune amiche frequenta un corso di portamento in vista del tradizionale ballo delle debuttanti. Alla fine del corso è prevista una gita a San Paolo per tutte le ragazze del corso. Durante l'escursione in un viale della metropoli, un talent-scout di un'agenzia di modelle che stava aspettando le ragazze trovò Gisele particolarmente bella e la invitò a presentarsi al più presto alla sua agenzia.

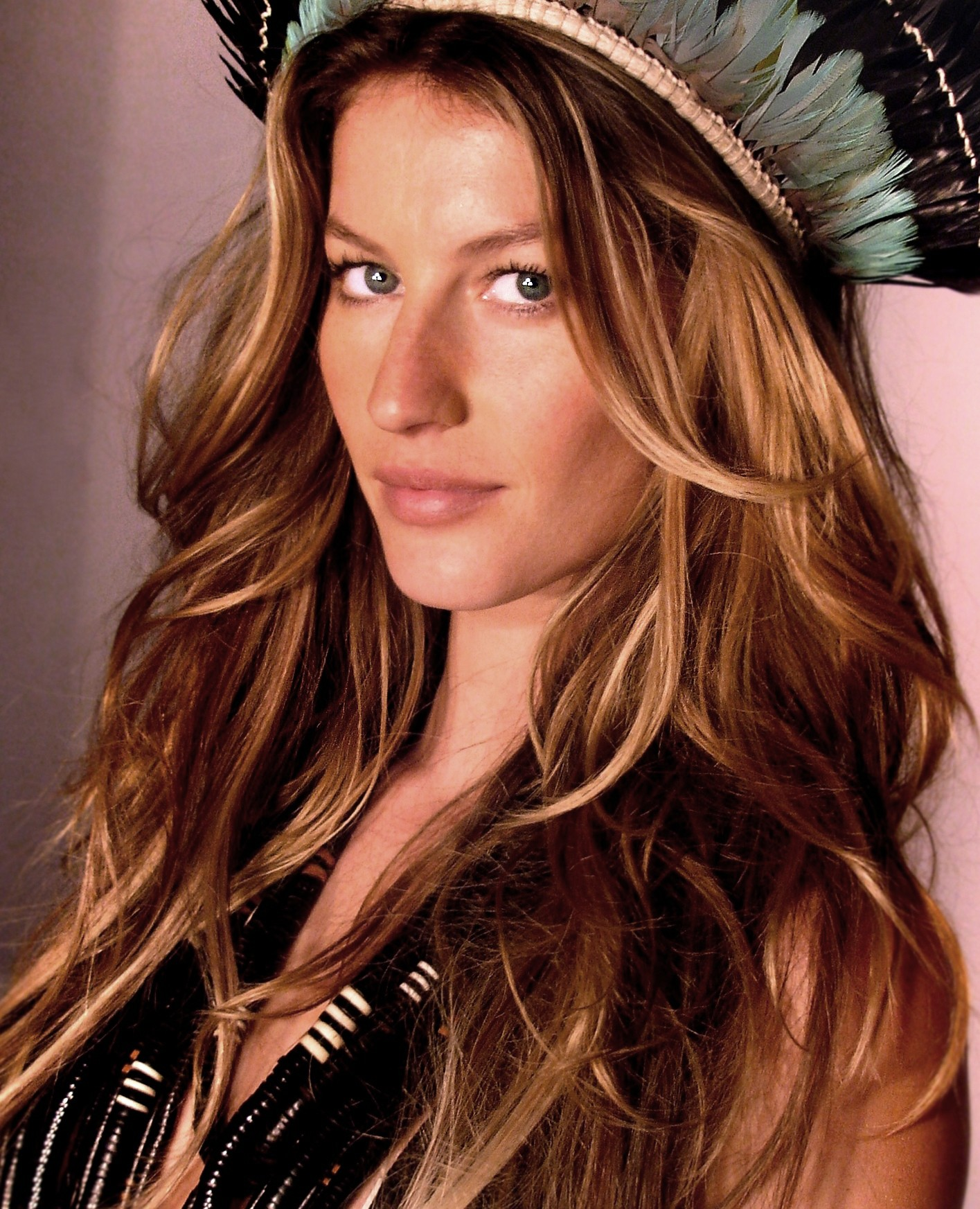
Gisele Bundchen nel 2006

Tornata a Horizontina, sua madre vede nel concorso Elite Model Look l'opportunità per verificare se Gisele è veramente portata per il lavoro di modella e la iscrive alla competizione. Gisele arriva seconda e gli organizzatori del concorso decidono di portarla insieme alla vincitrice alla finale internazionale di Ibiza. Arriva fra le prime dieci ma non vince. Dopo il concorso che conferma la possibilità di far parte del business della moda Gisele si trasferisce da sola a San Paolo per cercare di intraprendere la carriera di modella. Dopo molti "no" a causa del suo naso considerato troppo grande, la sua voglia di dimostrare di potercela fare ha la meglio e comincia a girare il mondo per vari servizi di moda dedicati soprattutto ad un pubblico adolescente. Fra i viaggi anche tre mesi passati in Giappone. Nel 1996 si trasferisce a New York e "l'aereo diventa la sua casa".
Oggi è la modella più ricca del mondo secondo la rivista Forbes e The Guinness World Records, lavorando per noti marchi come Vogue Eyewear, Yves Saint Laurent, Dolce & Gabbana, Dior, Cacharel, Louis Vuitton, Roberto Cavalli, Bulgari, Ralph Lauren, Versace, Ebel, Apple, Credicard, Vivo, Valentino, Jean-Paul Gaultier, Balenciaga, Otto, Dsquared², Pantene, Nivea, Colcci, Joop, Tug, Aquascutum, Stiefelkonig, Stefanel, Vakko, Vero Moda, Vivara, Calzedonia ed Ipanema Gisele Bündchen.
Nel 2008, nel 2009, nel 2010 e nel 2011 la rivista Forbes nomina la Bundchen supermodella più pagata al mondo, con un guadagno annuo stimato oltre i 33 milioni di dollari (45 nel 2011 e 2012) e 47 nel 2014, ricavati soprattutto dai numerosi contratti pubblicitari che la legano come testimonial a diverse aziende di moda, cosmesi e altri settori. Nel dicembre 2009 partecipa, insieme ad altre colleghe, ad un particolare editoriale di Vogue Italia, comparendo inoltre sulla copertina, dedicato alla piattaforma di microblogging Twitter: le foto, ad opera di Steven Meisel, vengono scattate in bassa qualità per emulare i post degli utenti del celebre social network. Nel 2011 lancia la sua linea di intimo, Gisele Bundchen Intimates.

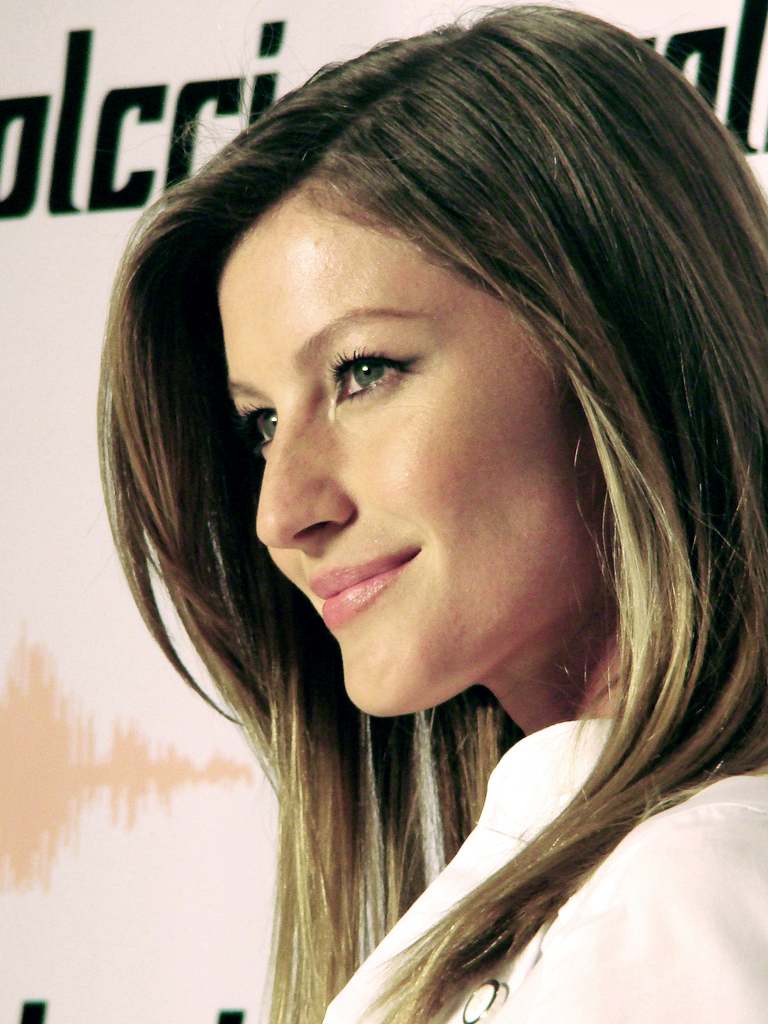
Gisele Bündchen nel 2009

Nel 2012 è protagonista delle campagne di Versace, Versace Jeans, Esprit, Givenchy, David Yurman e Salvatore Ferragamo.
Nel 2013 viene scelta da Chanel per essere testimonial della linea di make up Les Beiges. Inoltre viene scelta da H&M e Louis Vuitton come testimonial per la campagna autunno/inverno 2013/2014. Nel mese di novembre torna a sfilare, dopo due anni di assenza sulle passerelle, per Colcci alla Sao Paulo Fashion Week.
Nel 2014 viene riconfermata testimonial di Louis Vuitton per la campagna primavera/estate accanto a Catherine Deneuve, Sofia Coppola e Fan Bingbing, inoltre diventa il volto globale di Pantene, di cui era già testimonial in Brasile dal 2007. Nel mese di maggio diventa la nuova testimonial del profumo Chanel N°5. Il 13 luglio in occasione della finale dei mondiali di calcio, avvenute in Brasile, viene scelta per consegnare la coppa del mondo alla squadra vincitrice.
Nel marzo 2015 annuncia la decisione di ritirarsi dalle passerelle, sfilando l'ultima volta alla San Paolo Fashion Week, per Colcci nel mese di aprile, motivando così la sua scelta: «È come se il mio corpo mi avesse fatto riflettere sulla necessità di continuare a sfilare e mi ha chiesto di fermarmi. Rispetto il mio corpo e considero un privilegio l'avere la possibilità di fermarmi». Nel mese di maggio appare sulla copertina dell'edizione brasiliana di Vogue, per festeggiare i suoi vent'anni di carriera e i quaranta della rivista. Inoltre rinnova il suo contratto come testimonial di Stuart Weitzman. Nel mese di ottobre la casa editrice Taschen le dedica un libro fotografico con oltre 300 scatti, curato da Giovanni Bianco in collaborazione con il fotografo di moda Steven Meisel. Il ricavato è stato devoluto in beneficenza. Sempre nel 2015 diventa la celebrità brasiliana ad apparire in più spot televisivi in Brasile, con 8527 spot, inoltre in 20 anni di carriera e apparsa in più di 350 campagne pubblicitarie, 1200 copertine e 470 sfilate. Secondo Forbes Brasile è la seconda personalità brasiliana più influente del Brasile dopo Pelé.
Il 5 agosto 2016, allo Stadio Maracanã, ha sfilato nella Cerimonia d'inaugurazione dei Giochi olimpici di Rio de Janeiro. Nello stesso mese viene inserita nuovamente, dalla rivista Forbes, al primo posto fra le modelle più pagate, con un guadagno di 30.5 milioni di dollari. Nel 2017 perde questo primato scendendo al secondo posto con un guadagno di 17.5 milioni di dollari, superata da Kendall Jenner.
Nel 2018 viene scelta come testimonial dal brand di intimo Intimissimi, accanto alla blogger Chiara Ferragni. Mentre la rivista Forbes la posiziona al quinto posto tra le modelle più pagate dell'anno, condiviso con Cara Delevingne, con un guadagno di 10 milioni di dollari.

### Victoria's Secret
Dal 2000 a fine 2006 è stata "l'angelo" per eccellenza di Victoria's Secret, partecipa al suo primo Fashion Show nel 1999 fino al 2006, aprendoli nel 2000, 2002, 2005 e 2006. Nel 2004 è una dei cinque angeli a partecipare al tour Angels Across America accanto a Tyra Banks, Heidi Klum, Adriana Lima, ed Alessandra Ambrosio. Nel 2000 viene scelta per indossare il Red Hot Fantasy Bra creato con 1300 pietre preziose, tra cui 300 carati di rubini Thai su raso rosso. È il più costoso mai creato e proprio per il suo valore di 15 milioni di dollari è entrato nel Guinness World Records.
Nel 2005 ripete l'esperienza indossando il Sexy Splendor Fantasy Bra, dal valore di 12.5 milioni di dollari, composto da 2900 diamanti e 22 rubini poste su oro bianco 18 carati e un pendente di diamante da 101 carati.

## Vita privata
Nel 2006, inizia una relazione con il quarterback statunitense Tom Brady. La coppia, sposatasi il 26 febbraio 2009 in una chiesa di Santa Monica (California), ha avuto due figli: Benjamin Rein, nato l'8 dicembre 2009, e Vivian Lake, nata il 5 dicembre 2012. Nell'ottobre 2022, la coppia ha reso noto di aver avviato le pratiche per il divorzio.
Nel giugno 2023, inizia una relazione con l'istruttore di jujitsu Joaquim Valente, suo connazionale:  nel febbraio 2025, la modella ha partorito il terzo figlio.

## Attivismo

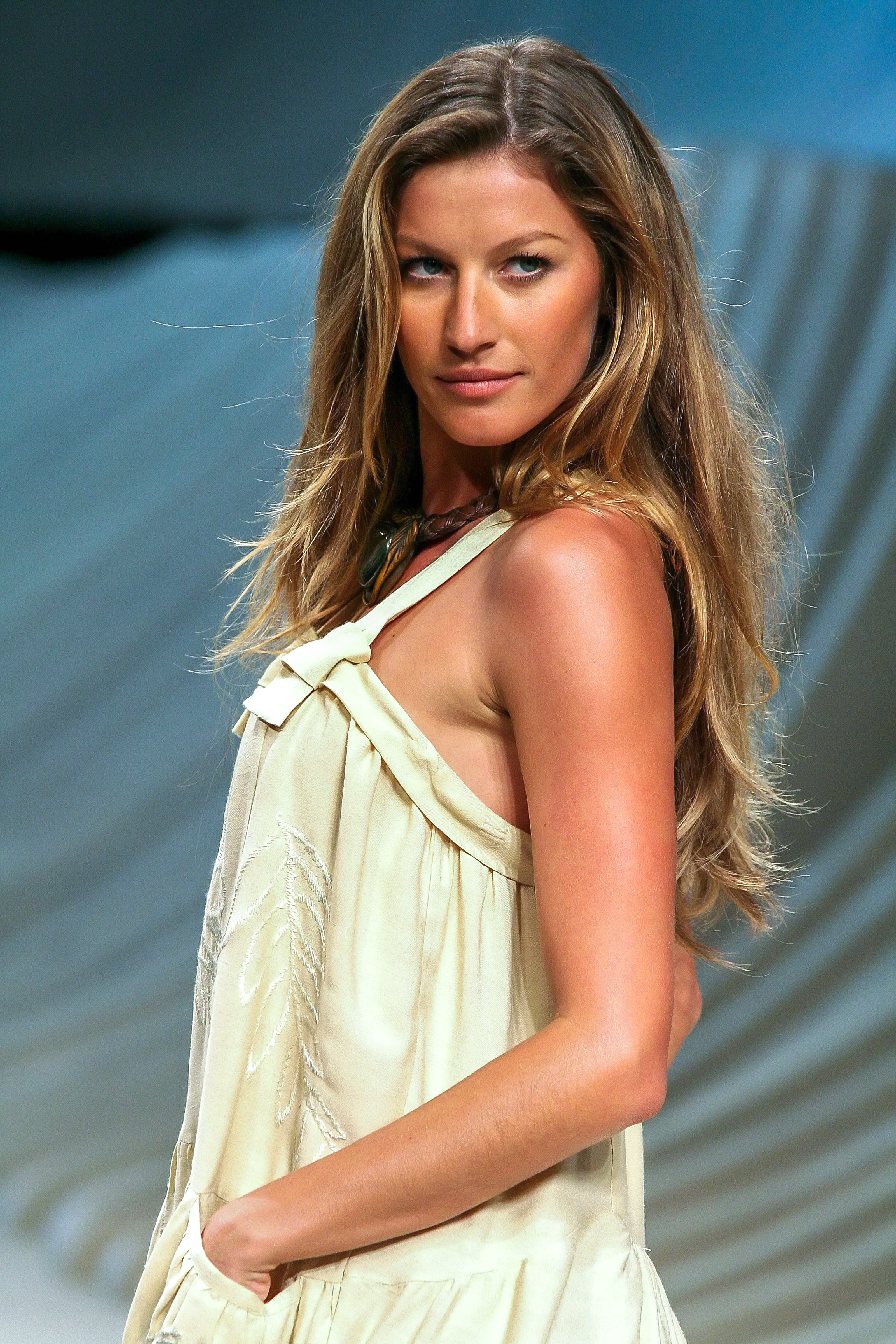
Gisele Bündchen sfila a Rio de Janeiro nel 2007

Gisele è ambasciatrice dell'ONU per il suo impegno contro i problemi ambientali e a favore del rispetto della natura. Nel gennaio 2012 è stata in Kenya in qualità di ambasciatrice di buona volontà per il programma ambientale delle Nazioni Unite. Nell'estate 2014 è stata testimonial di H&M, dove canta Heart of Glass, realizzata insieme a Bob Sinclar per finalità benefica, infatti i proventi della vendita del singolo sono stati devoluti all'Unicef. Nel settembre 2017, durante la settimana della moda di Milano viene premiata per il lavoro da ambasciatore per la foresta amazzonica, ricevendo il Vogue Eco Laureate Award.

## Filmografia
- New York Taxi, regia di Tim Story (2004)
- Il diavolo veste Prada (The Devil Wears Prada), regia di David Frankel (2006)
- The O.C. – serie TV, episodio 3x15 (2006)

## Agenzie
- Model Management - Amburgo
- IMG Models - New York, Londra, Milano, Parigi, Los Angeles

## Campagne pubblicitarie
- Arezzo A/I (2017-2018) P/E (2018)
- Aquascutum A/I (2008)
- Balenciaga P/E (2003, 2011) A/I (2014)
- BLK DNM (2013)
- Born Free charity campaign (2014)
- C&A (2011)
- Calzedonia P/E (2010)
- Carolina Herrera 212 VIP Men Fragrance (2014-2018)
- Carolina Herrera 212 VIP Rosé Fragrance (2014-2018)
- Chanel P/E (2015)
- Chanel Beauty (2013-2016)
- Chanel N°5 fragrances (2014-2016)
- Charity Campaign (2014)
- Chloé A/I (1998)
- Colcci (2009-2011, 2014-2017, 2023)
- David Yurman A/I (2012) P/E (2013)
- Dior A/I (2004) P/E (2009)
- Dior Beauty (2020)
- Dolce & Gabbana A/I (2001)
- Dolce&Gabbana The One Fragrance (2008-2009)
- Ebel A/I (2008)
- Emilio Pucci P/E (2014) A/I (2014)
- Esprit A/I (2011-2012) P/E (2012)
- Falabella A/I (2014) P/E (2015)
- Gianfranco Ferré A/I (1998)
- Gisele Intimates (2013-2014)
- Givenchy P/E (2012)
- Givenchy Jeans A/I (2016)
- H&M Summer (2014)
- H&M P/E (2011) A/I (2013)
- Intimissimi P/E (2018)
- Isabel Marant P/E (2011) A/I (2014)
- Lanvin Oxygène Fragrance (2001)
- Loewe A/I (2009, 2017)
- London Fog A/I (2009)
- Louis Vuitton A/I (2013) P/E (2014)
- Max Factor (2008)
- Minimal A/I (2015)
- Missoni A/I (1998) P/E (2002, 2003, 2019)
- Pantene (2013-2014)
- Rampage P/E (2009)
- Roberto Cavalli A/I (2010)
- Rosa Cha (2018-2019)
- Salvatore Ferragamo P/E (2012)
- Sejaa P/E (2013)
- Sonia Rykiel A/I (2014)
- Stefanel P/E (2008-2009) A/I (2008-2009)
- Strenesse P/E (1999)
- Stuart Weitzman A/I (2014-2015, 2018) P/E (2015)
- True Religion P/E (2009) A/I (2009)
- Under Armour A/I (2014)
- Versace P/E (1999, 2012, 2018)
- Versace Jeans P/E (2008-2009, 2012) A/I (2009)
- Victoria's Secret (1999-2006)
- Vivara (2013-2018)